# Sol och vår
Chansons représentant la Suède au Concours Eurovision de la chanson
April, april
(1961) En gång i Stockholm
(1963)
Sol och vår (« Le soleil et le printemps ») est une chanson écrite par Ulf Källqvist, composée par Åke Gerhard et interprétée par la chanteuse suédoise Inger Berggren, sortie en 1962.
C'est la chanson ayant été sélectionnée pour représenter la Suède au Concours Eurovision de la chanson 1962 le 18 mars à Luxembourg.

## À l'Eurovision

### Sélection
Le 13 février 1962, ayant remporté la Melodifestivalen 1962, la chanson Sol och vår interprétée par Inger Berggren, est sélectionnée pour représenter la Suède au Concours Eurovision de la chanson 1962 le 18 mars à Luxembourg.

### À Luxembourg
La chanson est intégralement interprétée en suédois, langue officielle de la Suède, comme le veut la coutume avant 1966. L'orchestre est dirigé par Egon Kjerrman (en).
Sol och vår est la sixième chanson interprétée lors de la soirée du concours, suivant Vuggevise d'Ellen Winther pour le Danemark et précédant Zwei kleine Italiener de Conny Froboess pour l'Allemagne.
À l'issue du vote, elle obtient 4 points et se classe 7e — à égalité avec Tipi-tii de Marion Rung pour la Finlande — sur 16 chansons,.

## Liste des titres
| A1. | Sol och vår       | Ulf Källqvist, Åke Gerhard |  |
| B1. | Och flickan spann | John R. Cash, Åke Gerhard  |  |

## Classements

### Classements hebdomadaires
| Classement (1962)                       | Meilleure position |
| --------------------------------------- | ------------------ |
| Danemark (Billboard / Quan Musikbureau) | 5                  |
| Suède (Billboard / Orkester Journalen)  | 2                  |

## Historique de sortie
| Pays     | Date | Format                        | Label              |
| -------- | ---- | ----------------------------- | ------------------ |
| Suède,   | 1962 | 45 tours, super 45 tours (EP) | His Master's Voice |
| Danemark | 1962 | 45 tours                      | His Master's Voice |